# Dmytro Jakowenko (piłkarz)
Dmytro Ołeksandrowycz Jakowenko, ukr. Дмитро Олександрович Яковенко, ros. Дмитрий Александрович Яковенко, Dmitrij Aleksandrowicz Jakowienko (ur. 6 maja 1971 w Karatau, Kazachska SRR) – ukraiński piłkarz, grający na pozycji pomocnika, a wcześniej obrońcy, reprezentant Ukrainy.

## Kariera piłkarska

### Kariera klubowa
Wychowanek Republikańskiej Szkoły Wyższego Sportowego Mistrzostwa (RSzWSM) w Ałma-Acie, w którym w 1989 rozpoczął karierę piłkarską. W tym że roku przeszedł do Chimika Dżambuł. W 1992 przyjechał do Ukrainy, gdzie został piłkarzem Krystału Czortków. Latem został zaproszony do Dnipra Dniepropetrowsk, skąd w 1996 wypożyczony do Krywbasa Krzywy Róg. W 1997 wyjechał do Rosji, gdzie bronił barw klubów CSKA Moskwa, Saturn Ramienskoje, KAMAZ-Czałły Nabierieżnyje Czełny, Spartak Kostroma i Żemczużyna Soczi. W 2002 powrócił do Ukrainy, gdzie został piłkarzem Sokołu Złoczów. Po występach w kazachskim FK Taraz przeniósł się do Polissia Żytomierz, w którym zakończył karierę piłkarską.

### Kariera reprezentacyjna
18 maja 1993 debiutował w reprezentacji narodowej Ukrainy w wygranym 2:1 meczu towarzyskim z Litwą.

## Sukcesy i odznaczenia

### Sukcesy klubowe
- wicemistrz Ukrainy: 1993
- brązowy medalista Mistrzostw Ukrainy: 1995, 1996